# Waldfriedhof Zehlendorf
För andra betydelser av Waldfriedhof, se Waldfriedhof.

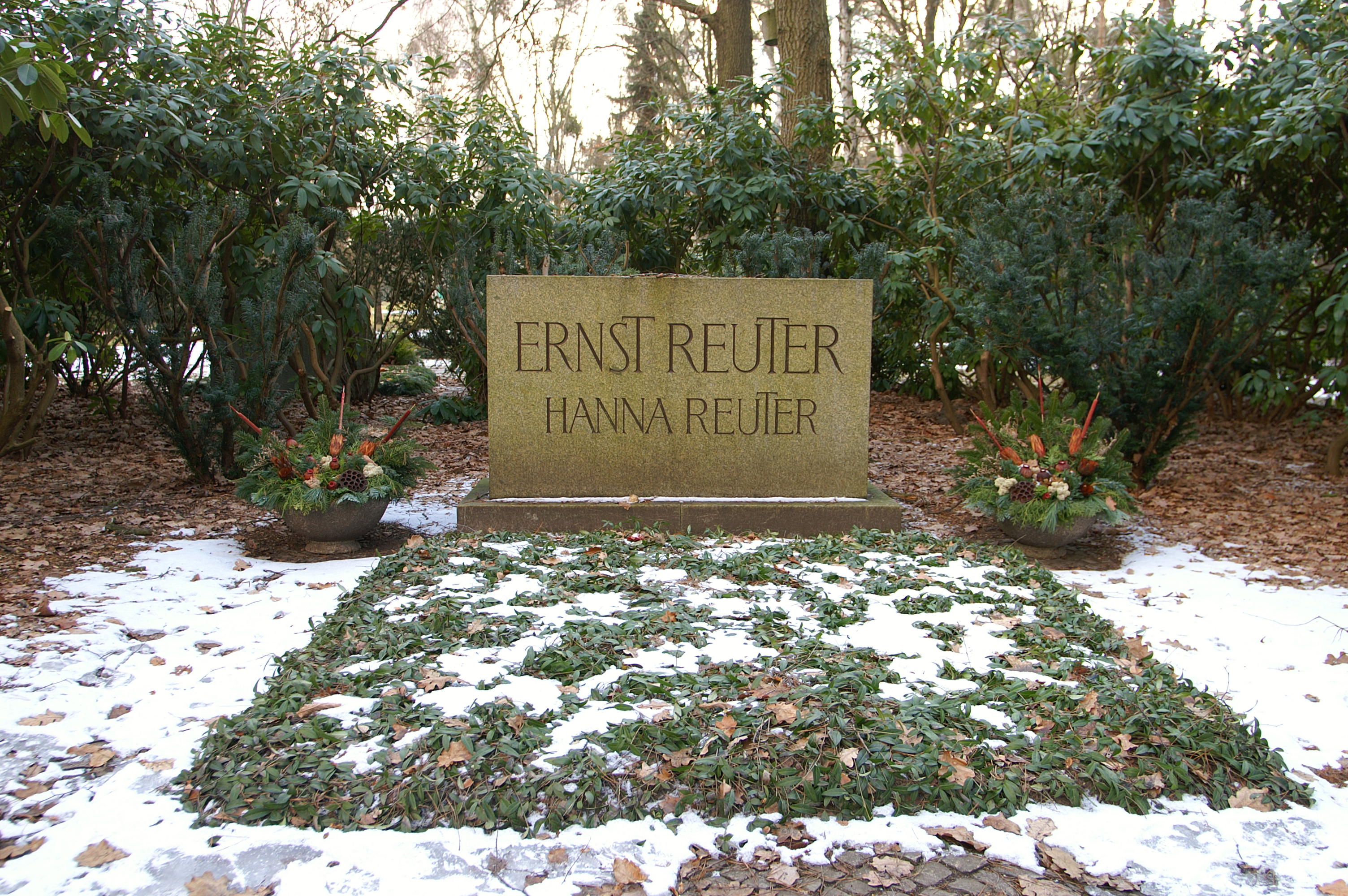
Ernst Reuters gravplats vid Waldfriedhof Zehlendorf.

Waldfriedhof Zehlendorf är en skogskyrkogård i stadsdelen Zehlendorf i Berlin, Tyskland. Den norra delen av begravningsplatsen anlades 1946–1947 och en utbyggnad följde 1948–1954. På Waldfriedhof Zehlendorf vilar flera kända personer ur Berlins historia. 

## Urval av personer begravda i Waldfriedhof Zehlendorf
På Waldfriedhof Zehlendorf vilar bland andra:
- Willy Brandt (1969–1974), Västtysklands utrikesminister 1966–1969 och förbundskansler 1969–1974
- Hildegard Knef (1925–2002), skådespelare, sångerska och författare
- Paul Löbe (1875–1967), politiker, bland annat vicepresident i nationalförsamlingen år 1919
- Ernst Reuter (1889–1953), politiker, Västberlins borgmästare 1948–1953
- Hans Scharoun (1893–1972), arkitekt som bland annat ritat Berliner Philharmonie
- Otto Suhr (1894–1957), politiker, Västberlins borgmästare 1955–1957